# Leonard Russell
Leonard James Russell (Long Beach, 17 novembre 1969) è un ex giocatore di football americano statunitense che ha giocato nel ruolo di running back nella National Football League (NFL). Fu scelto nel corso del primo giro (14º assoluto) del Draft NFL 1991 dai New England Patriots. Al college ha giocato a football all'Università statale dell'Arizona.

## Carriera
Russell fu scelto dai New England Patriots come quattordicesimo assoluto nel Draft 1991. Dopo avere guidato la sua squadra con 959 yard corse e segnato 4 touchdown nella sua prima stagione, fu premiato come rookie offensivo dell'anno. La sua migliore stagione fu quella del 1993 quando corse 1.088 yard e segnò 7 touchdown. Nella successiva passò ai Denver Broncos in cui corse 620 yard e segnò un primato personale di 9 touchdown. Chiuse la carriera giocando nel 1995 coi St. Louis Rams e nel 1996 coi San Diego Chargers.

## Palmarès
- Rookie offensivo dell'anno - 1991
- PFWA All-Rookie Team - 1991

## Statistiche
| Yard su corsa      | 3.973 |
| Touchdown su corsa | 29    |